# اوگو دیتشه
اوگو دیتشه (آلمانی: Hugo Dietsche؛ زادهٔ ۳۱ مارس ۱۹۶۳) کشتی‌گیر اهل سوئیس است.